# Actinothecium
Actinothecium är ett släkte av svampar. Actinothecium ingår i divisionen sporsäcksvampar och riket svampar.